# Heikendorfer SV

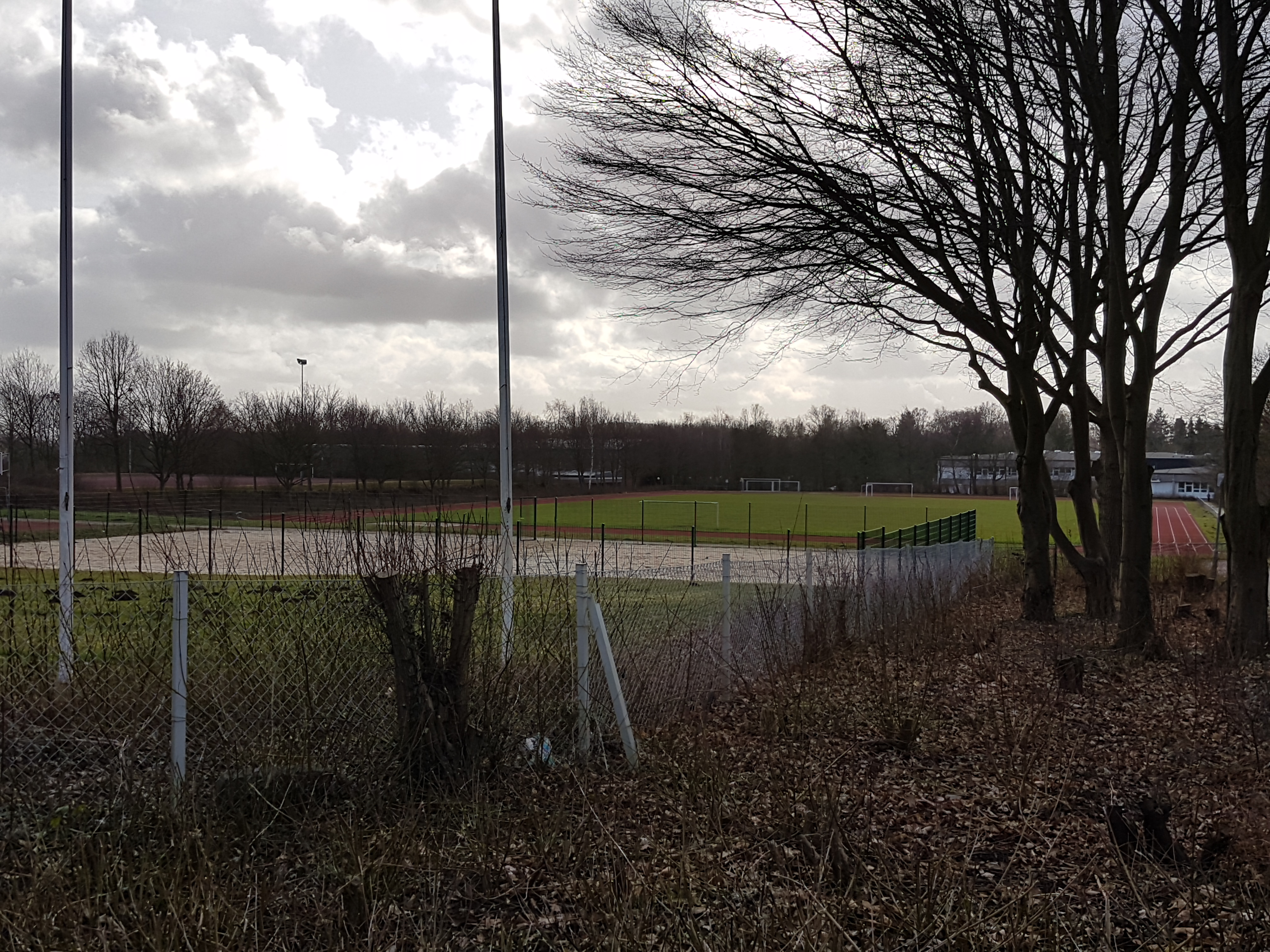
Sportplatz des Heikendorfer SV

Der Heikendorfer SV (offiziell: Heikendorfer Sportverein von 1924 e. V.) ist ein Sportverein aus Heikendorf im schleswig-holsteinischen Kreis Plön. Die erste Fußballmannschaft spielte sieben Jahre in der höchsten schleswig-holsteinischen Amateurliga.

## Geschichte
Der Verein wurde im Jahre 1924 gegründet. Neben Fußball bietet er die Sportarten Badminton, Bogenschießen, Fitness, Handball, Kunstradfahren, Prellball, Schach, Sportabzeichen, Schießen, Tanzen, Tennis, Tischtennis, Turnen, Volleyball, Walking und Wandern an.
Die Fußballer gehörten in den 1950er und 1960er Jahren der 2. Amateurliga Ost an, ehe sie im Jahre 1968 zu den Gründungsmitgliedern der neu geschaffenen Verbandsliga Nord, die ab 1978 Landesliga genannt wurde, gehörten. Größter Erfolg dieser Ära war der dritte Platz in der Saison 1970/71 mit vier Punkten Rückstand auf den Meister DGF Flensborg. Zwei Jahre später wurden die Heikendorfer noch einmal Vierter. In den folgenden Jahren rutschte die Mannschaft immer mehr ins Mittelfeld ab und musste 1986 aus der Landesliga absteigen. Nach zwei dritten Plätzen in den Jahren 1989 und 1990 gelang schließlich 1991 als Vizemeister hinter dem Suchsdorfer SV der Wiederaufstieg in die Landesliga. Vier Jahre hielt sich die Mannschaft in der zweithöchsten Spielklasse des Landes, ehe es in die Bezirksliga zurückging.
Im Jahre 1999 stieg die Mannschaft in die neu geschaffene Bezirksoberliga Ost auf, die die Landesliga ablöste. Nach einer Vizemeisterschaft im Jahre 2006 hinter dem TSV Altenholz gelang ein Jahr später als Meister der Aufstieg in die Verbandsliga Schleswig-Holstein. Ein Jahr später qualifizierte sich der Heikendorfer SV für die Schleswig-Holstein-Liga, wo die Mannschaft in der Saison 2008/09 mit Platz sieben die beste Platzierung erreichte. In der Saison 2013/14 stieg der HSV als abgeschlagener Tabellenletzter in die Verbandsliga Nord-Ost ab und qualifizierte sich drei Jahre später für die neu geschaffene Landesliga Schleswig.